# Molnár Dánielné
Molnár Dánielné, született Katona Ilona (Nagykökényes, 1926. április 17. – Budapest, 2013. január 9.), ismertebb nevén Ilcsi néni magyar kozmetikus, üzletasszony, az Ilcsi-féle kozmetikai szerek megalkotója és forgalmazója.

## Pályafutása
Budapesten járt kozmetikus iskolába, 1956-ban végzett. A Vénusz Fodrász Szövetkezetben dolgozott 20 évig, majd a Divat Fodrász Szövetkezetbe került. 1978-ban tett mestervizsgát. Fiával, Molnár Ferenccel 1984-ben alapította meg cégét, az Ilcsi Szépítő Füvek GMK-t, mely később az Ilcsi Szépítő Füvek Kft. nevet vette fel.
Cége natúrkozmetikai termékeket gyárt, a csak kozmetikusoknál kapható krémek növényi alapanyagokból állnak. Magyarországon kívül még további 30 országban forgalmazzák őket.

## Családja
Fiai Molnár Dániel (1945–2003) sportújságíró és Molnár Ferenc.

## Díjai
- 1999-ben A Magyar Köztársasági Érdemrend kiskeresztje kitüntetést kapott „a gyógynövények kozmetikai alkalmazásának elterjesztése és népszerűsítése érdekében végzett tevékenységéért, eredményes, és sokaknak örömet szerző magánvállalkozói munkájáért”.

## Művei
- Ilcsi néni levelei ("Szépítő Füvek" Biokozmetikai GMK, é.n.)
- Ilcsi néni képes füveskönyve (Totem, 2001) ISBN 963 590 171 2

## Külső hivatkozások
- Az Ilcsi Szépítő Füvek Kft. honlapja
- Az asszony, aki mennybe vitte a magyar nőket és Jackie Chant – Origo, 2013. január 12.